# Port lotniczy Columbia
Port lotniczy Columbia (IATA: CAE, ICAO: KCAE) – port lotniczy położony w Columbii, w stanie Karolina Południowa, w Stanach Zjednoczonych.